# Università di Toronto
L'Università di Toronto (nome originale in inglese: University of Toronto, spesso abbreviato U of T oppure UToronto) è un'università con sede a Toronto, in Canada, fondata nel 1827, oggi la più grande università canadese in termini di popolazione studentesca. 
Dal punto di vista accademico, è nota per movimenti influenti nella critica letteraria e teoria della comunicazione e fu anche il luogo di nascita della ricerca sull'insulina e sulle cellule staminali, dello sviluppo del primo microscopio elettronico funzionale e la tecnologia multi-touch, della scoperta del primo buco nero (Cygnus X-1) e dello sviluppo della teoria della NP-completezza.

## Sedi
L'università composta da tre sedi:
- il St. George Campus, nel centro cittadino di Toronto, è la sede principale;
- la University of Toronto at Mississauga o UTM, con sede a Mississauga, città di circa 700 000 abitanti nell'hinterland di Toronto, distante una trentina di chilometri a ovest dal campus principale;
- la University of Toronto at Scarborough o UTSC, con sede a Scarborough, città di circa 600 000 abitanti della Greater Toronto Area, distante una trentina di chilometri a est dal St. George Campus.

La Rotman School of Management è la business school dell'Università di Toronto ed è ubicata in St. George Street a Toronto Downtown.

## Cultura studentesca
L'università è sede di diverse associazioni studentesche, due giornali universitari, The Varsity e The Newspaper, e un'emittente radiofonica, CIUT. A livello sportivo, l'Università di Toronto è rappresentata dai Toronto Varsity Blues. Fra le 44 biblioteche a disposizione degli studenti, per un totale di oltre 13 milioni di volumi in 128 lingue, è da menzionare almeno la Robarts Library, forte di circa 5 milioni di volumi: la terza biblioteca accademica più grande del Nord America.